# Mansa singularis
Mansa singularis är en stekelart som beskrevs av Tosquinet 1896. Mansa singularis ingår i släktet Mansa och familjen brokparasitsteklar. Inga underarter finns listade i Catalogue of Life.